# Иван Копец
Иван Иванович Ко̀пец (19 септември 1908 – 23 юни 1941) е съветски пилот-изтребител, генерал-майор от авиацията, командващ Военновъздушните сили на Западния специален военен окръг в началото на Великата Отечествена война.
Член на ВКП(б) от 1931 г. През декември 1937 г. е избран за депутат на I сесия на Върховния съвет на СССР.

## Биография
Иван Иванович е роден в Царское село, в работническо семейство. По националност е беларусин. През 1925 г. завършва 8-и клас в училището в град Ишим, Тюменска област, след което работи като секретар в окръжния съд.
На военна служба е от 1927 г. Завършва Ленинградското военно-теоретическо училище (1928), Качинското военно-авиационно училище за пилоти (1929) и курсове за усъвършенстване на висшия команден състав при Генералщабната академия „Фрунзе“ (1935). Служи в авиационната бригада на Военновъздушната академия „Жуковски“.
Летец и командир на авиационна група във войските на Републиканска Испания по време на Гражданската война (1936 – 1937). Унищожава 6 самолета на противника, за което е удостоен със званието Герой на Съветския съюз.
През 1938 г. полковник Копец е назначен за заместник-командващ Военновъздушните сили на Ленинградския военен окръг. По време на Зимната война е командващ ВВС на 8-а армия. В началото на операция „Барбароса“ (1941) е командващ ВВС на Западния особен военен окръг.
В първите часове на войната 26 летища на окръга са подложени на бомбардировки и загубите на ВВС възлизат на 738 самолета (от 1453 изправни, намиращи се по онова време в окръга), в това число 528 от най-новите съветски модели. Узнавайки за това, генерал-майорът от авиацията Иван Копец се застрелва в служебния си кабинет.
В град Ишим, на зданието на училището, в което е учил Иван Копец, на 6 май 2005 г. е сложена мемориална плоча.

## Награди
- Герой на Съветския съюз (медал № 16), указ от 21 юни 1937 г.
- 2 ордена „Ленин“
- орден „Червено знаме“
- медали